# Hilarimorpha kena
Hilarimorpha kena är en tvåvingeart som beskrevs av Webb 1974. Hilarimorpha kena ingår i släktet Hilarimorpha och familjen Hilarimorphidae.
Artens utbredningsområde är Kalifornien. Inga underarter finns listade i Catalogue of Life.